# Oblężenie Malborka (1410)
Oblężenie Malborka (niem. Belagerung der Marienburg) – oblężenie Malborka trwające od lipca do września 1410, w trakcie wielkiej wojny z zakonem krzyżackim (1409–1411).

## Przed oblężeniem
Zwycięstwo wojsk sojuszniczych w bitwie pod Grunwaldem 15 lipca 1410 było tak przygniatające, że kolejne miasta i zamki państwa zakonu krzyżackiego bez walki poddawały się Władysławowi Jagielle. Do Malborka pierwsze wieści z pola bitwy dotarły już 16 lipca, lecz były traktowane z niedowierzaniem. 18 lipca na czele swojego wojska do zamku przybywa Henryk von Plauen, który obejmuje dowództwo i rozpoczyna intensywne przygotowania do obrony. Następnego dnia, 19 lipca do Malborka dociera karawana z ciałem wielkiego mistrza Ulricha von Jungingena, wielkiego komtura Kuno von Lichtenstein oraz wielkiego marszałka Fryderyka von Walllenrode. Załoga twierdzy liczyła ok. 2500–3000 ludzi, wśród których znalazły się chorągwie przyprowadzone przez von Plauena spod Świecia, uciekinierzy spod Grunwaldu, stała szczupła (ok. 50-osobowa) załoga zamku pod dowództwem brata Johanna Techwicza, jeńcy – którzy dotarli 20 lipca i przybyli po wypłacenie im należnego żołdu – oraz 400 gdańskich marynarzy (schiffskind).

## Oblężenie
Oblężenie Malborka zaczęło się 25 lipca, gdy od strony wsi Nowy Targ nadciągnęła armia polsko-litewska. Na rozkaz wielkiego mistrza Henryka von Plauena dzień wcześniej (24 lipca) spalone zostało całe miasto, „by w razie zdobycia nie stało się osłoną i twierdzą dla króla polskiego i jego ludzi”. Zniszczeniu uległa zabudowa miasta z wyjątkiem kościoła św. Jana Chrzciciela, ratusza, szpitala Świętego Ducha i św. Jerzego oraz mury, baszty i bramy miejskie. Z późniejszych rachunków komtura domowego wynika, iż zniszczeniom uległy również młyny i folwarki (Piaski, Vogelsang i Kałdowo). Pierwszego dnia oblężenia dochodzi do drobnych potyczek z podjazdem krzyżackim na przedpolach miasta. Nadciągające wojska organizują blokadę twierdzy. Sprzymierzeni rozbijają trzy obozy: pierwszy należący do króla polskiego zlokalizowany był przy kościele św. Jerzego i Wielbarku; drugi obóz litewsko-ruski z księciem Witoldem na czele zatrzymał się na przedmurzu i w ogrodach zamkowych w miejscu drogi prowadzącej do Elbląga; trzeci obóz założyli Tatarzy na łąkach w pobliżu rzeki Nogat. Oblegającym nie brakowało ani wody (dostarczały ją kanał Malborskiej Młynówki i potok Poggengraben), ani żywności (spore jej ilości zdobyto na Żuławach).
26 lipca do ochrony obozów wyznaczono rycerstwo chorągwi krakowskiej pod wodzą Jakuba z Kobylan i chorągwi oleśnickiej pod wodzą Dobiesława z Oleśnicy. Pod wieczór Polacy przypuścili szturm na mury miejskie bronione przez wojska krzyżackie. Obrońcy wobec przewagi liczebnej wroga zostali zmuszeni do wycofania się na zamek. Do miasta pierwszy, według relacji Jana Długosza, wtargnął rycerz Jakub Kobylański, herbu Grzymała, drugi był Dobiesław z Oleśnicy, herbu Dębno, którzy kontynuowali szarżę, aż do kościoła, w pobliże murów zamku. Wspomniani rycerze chcieli kontynuować atak przez wyrwę w murze, której obrońcy nie zdążyli zamurować, lecz król im na to nie pozwolił. Zdaniem Jana Długosza w tym momencie została zaprzepaszczona szansa na zdobycia zamku drugiego dnia oblężenia. Jagiełło zdawał sobie sprawę, że gdyby pozwolił na wdarcie się przez wyrwę w murze, Polacy zostaliby odparci, gdyż nie dostaliby się dalej ani na Zamek Średni, ani na Zamek Górny. Z chwilą gdy zapadły ciemności, Krzyżacy zabarykadowali wspomniany wyłom w murze belkami i spalili most na Nogacie. Jeszcze tego samego wieczora (26 lipca) Polacy ustawiają swoje działa w kościele św. Jana Chrzciciela i z bliskiej odległości prowadzą ostrzał murów zamku. Główne działa zostają rozlokowane po drugiej stronie Nogatu, przy dawnym przyczółku mostowym i od strony wschodniej (współczesne wały von Plauena). Pozostałe bombardy znajdowały się na północy i południu tak, że zamek był ostrzeliwany ze wszystkich czterech stron. Jak wynika z późniejszych wydatków, głównym celem artylerii sprzymierzonych były mury obwodowe, baszty, wieże, bramy oraz Pałac Wielkich Mistrzów. Łączną liczbę artylerii szacuje się na około 30-75 luf, w ich skład wchodziły działa zdobyte pod Grunwaldem, a także dostarczone przez miasta Elbląg i Toruń. Według kontynuatora Kroniki ziemi pruskiej w czasie oblężenia sprzymierzeni używali także machin oblężniczych i innych urządzeń do ataków na zamek. Kilka dni później w rejonie miasta jedna z krzyżackich kul zniszczyła ścianę wypalonego domu, która przygniotła 20 polskich rycerzy pełniących straż przy działach. Obrońcy nie pozostawali bierni. W czasie jednego z takich wypadów doszło do starcia nad brzegiem Nogatu z rycerzami z trzech polskich chorągwi: Dobiesława z Oleśnicy, Kmity z Wiśnicza i Gryfitów, którzy trzymali wartę przy działach. Krzyżacy ponosząc straty wycofują się do zamku, w ślad za nimi, zabijając i biorąc w niewolę, ruszyli Polacy. W pobliżu okrągłej wieży (prawdopodobnie chodzi o wieżę Maślankową, na północnym odcinku murów) obrońcy niszczą, osłabiony wskutek ostrzału artylerii, mur, który przygniótł dotkliwie część rycerzy. Pozostałych dosięgły liczne strzały, które jednak nie raniły ich śmiertelnie. Jak dodaje Długosz „Szyszak łowczego sandomierskiego Piotra z Oleśnicy, który ugodziły mocno kamienie, można było zdjąć z głowy jedynie siłą, przy użyciu młotków kowalskich”.
10 sierpnia do obozu polskiego króla przybyła delegacja miast Gdańska, Torunia, Elbląga i Braniewa. Tego samego miesiąca ma miejsce udany wypad obrońców na działa pilnowane przez rycerzy ziemi wieluńskiej, którzy niezbyt czujnie stali na ich straży. W wyniku czego do niewoli dostaje się dowódca wyborowych włóczników, uszkodzonych zostało kilka dział, a część rycerzy poniosła rany. Z zachowanej listy jeńców wynika, że krzyżackiej załodze udało się wziąć do niewoli zaledwie 5 osób, których brzmienie nazwiska sugeruje czeskie pochodzenie. Na tego typu wycieczkach wsławili się gdańscy marynarze o których krzyżacki kronikarz pisze „gdy robili wycieczki, trzeba było wiele trudu i odwagi by ich zmusić do powrotu do zamku.” W trakcie oblężenia pojawiła się też okazja do przekupienia czeskiej załogi zamku, lecz po naradzie Rady Królewskiej odrzucono ten pomysł jako niegodny rycerskiej czci.
Na początku września w stronę Malborka zmierzał marszałek krajowy Herman Vincke na czele wojsk inflanckich (ok. 500 ludzi). Naprzeciw nim spod Malborka ruszyło 12 polskich chorągwi pod wodzą księcia Witolda. Do spotkania doszło w okolicy rzeki Pasłęki (Passarii) za Pasłękiem (Hollandem). Marszałek krajowy rozpoczął z Witoldem negocjacje, które zakończyły się odesłaniem 450 Inflantczyków do zamków Bałga i Brandenburg, a także uzgodnieniem dwutygodniowego rozejmu (9 - 22 września 1410 r.) na terenach komturii bałgijskiej, pokarmińskiej i królewieckiej. Następnie pod eskortą Witolda ruszył w obstawie 50 swoich ludzi do Malborka. Z polskiego obozu udał się na zamek, aby rozmawiać o pokoju z Henrykiem von Plauenem. Obrońcy Malborka nie zamierzali jednak się poddawać. Z marszałkiem krajowym zamek opuścił również, pleban z Gdańska, który jak się później okazało, na polecenie von Plauena, wywiózł z twierdzy 30 000 złotych monet do rozdzielenia między komturów Gdańska, Człuchowa i Świecia. Za te pieniądze planowano pozyskanie najemników z Czech, Węgier, Śląska i Niemiec. Około 8 - 11 września jako pierwszy do odwrotu dał sygnał książę Witold. Powodem były ponoć kłopoty zdrowotne (biegunka), wśród Litwinów, które spowodowało „zbytkowe jedzenie” do którego nie przywykli. Kolejni odeszli książęta mazowieccy oraz liczni panowie polscy z kasztelanem wojnickim Andrzejem z Tęczyna, dla którego ważniejsze były sprawy prywatne od obowiązków państwowych.
We wrześniu załodze zamku zaczęło powoli brakować żywności, co zmusiło obrońców do żywienia się parzoną pszenicą. 19 września 1410 roku, po 52 dniach, na rozkaz króla wojska polskie przerywają oblężenie i wracają do kraju kierując się na Sztum i Radzyń Chełmiński. Jak później (8 grudnia 1410 r.) opowiadał Henryk von Plauen, gdyby tylko armia polska pozostała jeszcze 15 dni, załodze zamku zabrakłoby żywności. Obrońcy cierpieli również z powodu ostrej biegunki.
Zdaniem niektórych głównym powodem, dla którego Malbork nie został zdobyty, było opóźnienie wymarszu armii pod krzyżacką stolicę. Paweł Jasienica uznał, że Jagiełło postępował celowo, prawdopodobnie obawiając się, że upadek Malborka będzie oznaczać likwidację państwa zakonnego, co znacząco umocniłoby przewagę Polski nad Litwą, i zdecydował o wykorzystaniu Krzyżaków jako przeciwwagi wobec Polski.

## Rekonstrukcja
Od 1999 cyklicznie (z wyjątkiem okresu 2013-2015) w trzeci weekend lipca odbywa się rekonstrukcja tego historycznego wydarzenia.

## Galeria

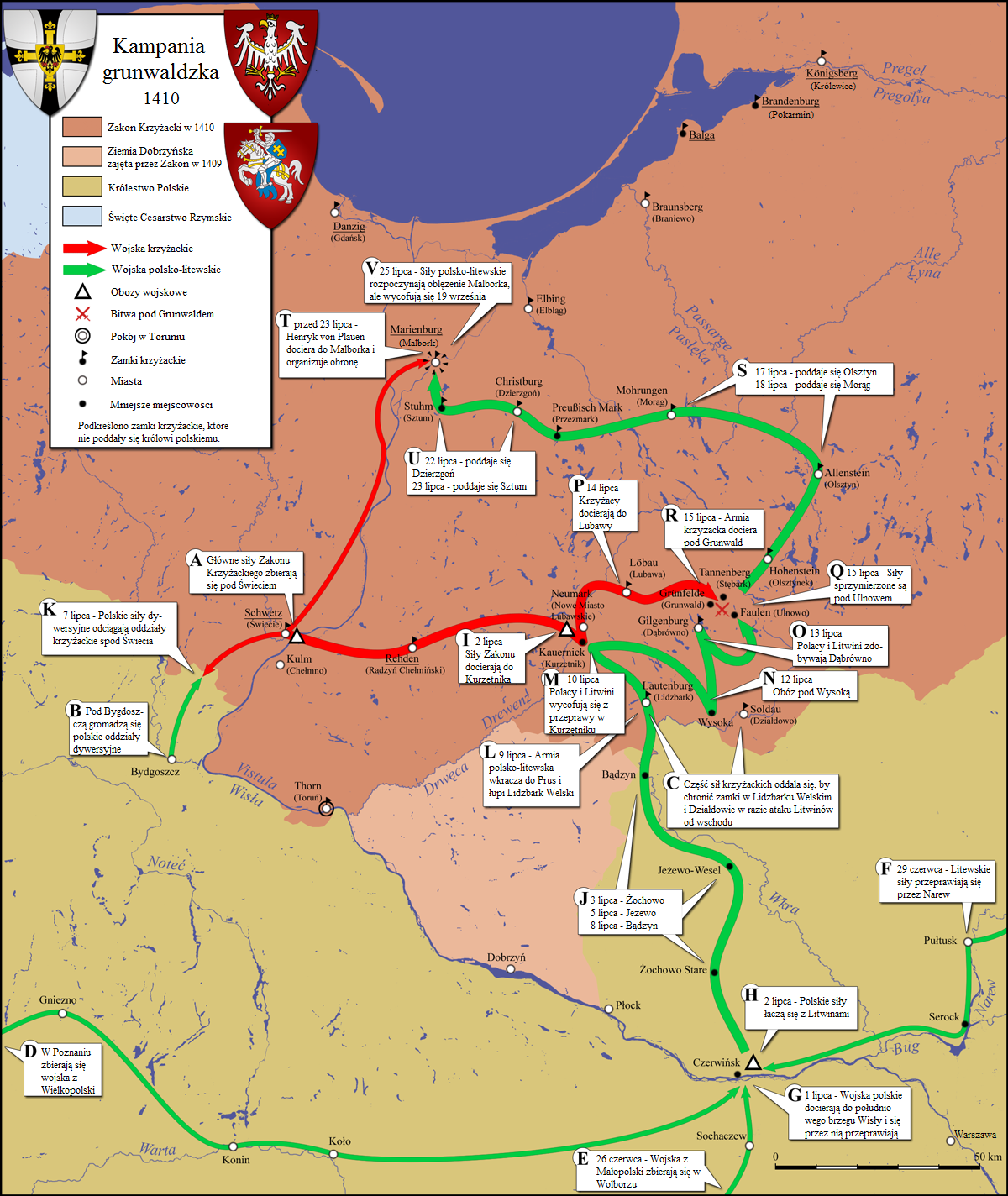
Mapa kampanii grunwaldzkiej 1410
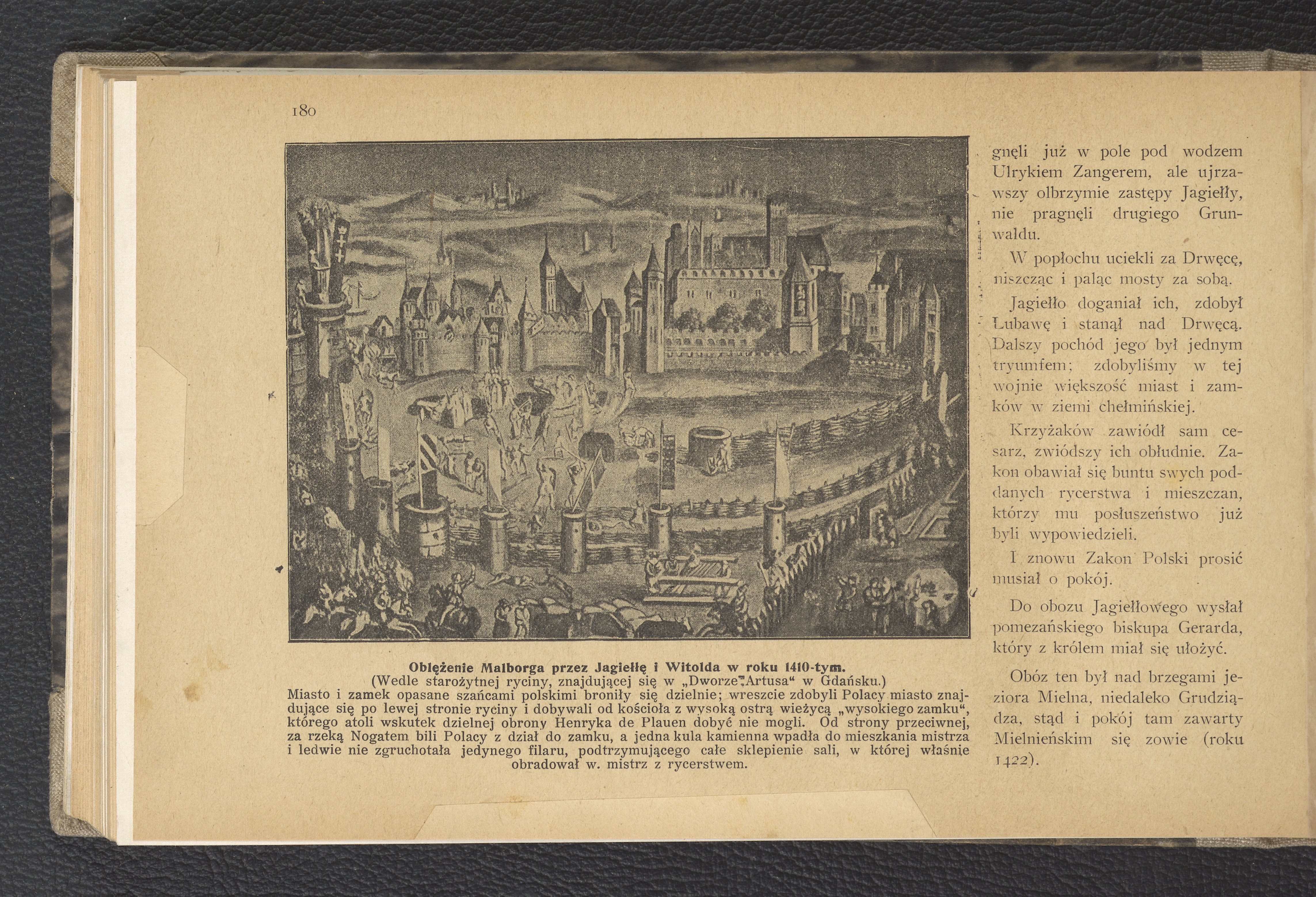
Ilustracja z Albumu Grunwald. Szkic historyczny (1910)
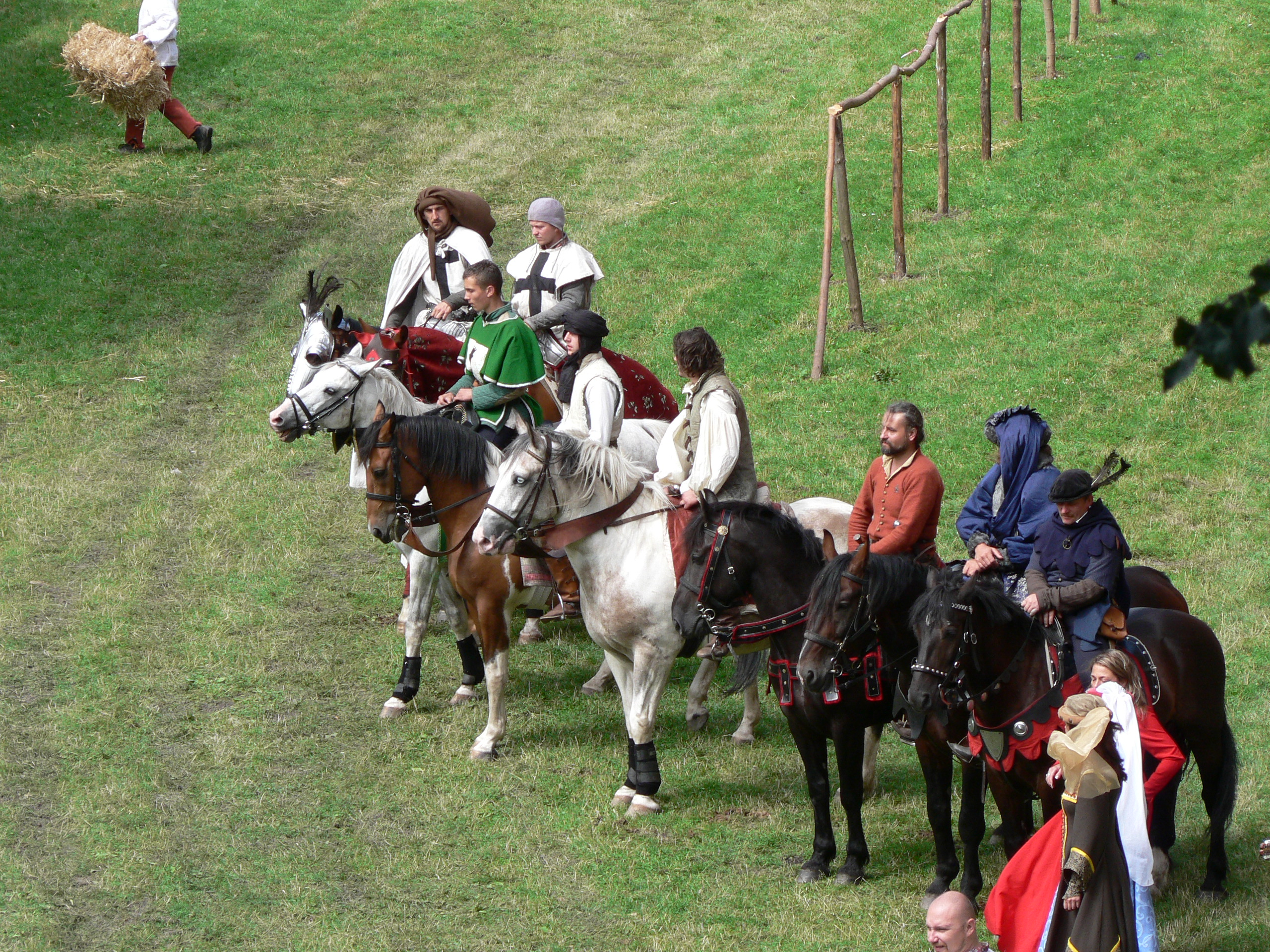
Rekonstrukcja oblężenia Malborka (2009)